# بادبادک‌باز (فیلم)
بادبادک‌باز (به فارسی دری: کاغذپران‌باز، به انگلیسی: The Kite Runner) فیلمی به کارگردانی مارک فورستر و محصول سال ۲۰۰۷ است که بر اساس رمانی به همین نام از خالد حسینی ساخته شده است.این فیلم در همان سال نامزد دریافت جایزه اسکار شد.
هرچند بخش عمده داستان فیلم در افغانستان روی می‌دهد، با این حال فیلمبرداری این قسمت‌ها به دلیل ملاحظات امنیتی در خارج افغانستان و در شهر کاشغر چین انجام شده‌است.
بیشتر دیالوگ‌های فیلم به فارسی دری و قسمت‌های کوتاهی از آن نیز به زبان انگلیسی است. بازیگران خردسال این فیلم همگی بومی هستند ولی بازیگران بزرگسال مجبور بودند در جریان فیلم برداری تحت آموزش فارسی دری قرار گیرند.
آغاز فیلمبرداری این پروژه تاریخ ۲۱ دسامبر ۲۰۰۶ بود و انتظار می‌رفت تاریخ اتمام آن و ارائه برای نمایش عمومی تاریخ ۲ نوامبر ۲۰۰۷ باشد؛ ولی بعداً نمایش آن به علّت ملاحظات امنیتی برای بازیگران خردسال که محلی بودند، شش هفته به تعویق افتاد و بالاخره در تاریخ ۱۴ دسامبر ۲۰۰۷ به نمایش عمومی درآمد. فیلم بادبادک باز به صورت دی‌وی‌دی و اچ‌دی دی‌وی‌دی در تاریخ ۲۵ مارس ۲۰۰۸ به بازار عرضه شد.
جریان فیلم همان داستان رمان را دنبال می‌کند.
پخش عمومی و فروش دی‌وی‌دی این فیلم در سراسر افغانستان به علّت وجود صحنهٔ تجاوز جنسی در فیلم و برجسته نمودن اختلافات قومی توسط دولت مرکزی افغانستان توقیف شده‌است.

## داستان فیلم
داستان دربارهٔ کودک خوشبختی ساکن در محلهٔ وزیر اکبرخان کابل، بنام امیر است که بخاطر رها کردن دوستش حسن، پسر خدمتکار پدرش زجر می‌کشد. داستان فیلم در واقع اعتراضی به آشوب‌ها و بی‌نظمی‌های چند دهه اخیر افغانستان از حکومت سلطنتی افغانستان گرفته تا حملهٔ نیروهای شوروی سابق و مهاجرت دسته جمعی افغان‌ها به پاکستان و ایالات متحده آمریکا و نهایتاً حکمرانی رژیم طالبان بر افغانستان است.